# Język tai don
Język tai don, tai khao – język z grupy tajskiej, używany przez 280 tys. osób, tzw. Białych Tajów w Wietnamie oraz 200 tys. w Laosie.